# Neil McCormick
Pour le personnage de film, voir Mysterious Skin#Synopsis.
Neil McCormick, né le 31 mars 1961, est un journaliste de musique britannique, auteur et radiodiffuseur. Il est critique musical en chef pour le Daily Telegraph depuis 1996 et présente une émission d'interviews musicales pour Vintage TV au Royaume-Uni, Neil McCormick's Needle Time. Neil McCormick est un proche associé du groupe de rock U2.

## Jeunesse
Neil McCormick est né en Angleterre mais a ensuite déménagé avec sa famille en Écosse, puis en Irlande. Lui et son frère cadet Ivan ont fréquenté la Mount Temple Comprehensive School à Dublin en même temps que tous les futurs membres de U2.

## Carrière
Le frère de Neil McCormick, Ivan, était un des premiers membres du groupe qui allait être connu plus tard sous le nom de U2, mais il a quitté celui-ci quelques semaines après sa création. Neil était auteur-compositeur et chanteur dans une succession de différents groupes sans maison de disque, Frankie Corpse & The Undertakers (1978), The Modulators (1978-79), Yeah!Yeah! (1980-83) et enfin Shook Up! avec notamment son frère Ivan à la guitare (1985-88). Il a également sorti un album solo, Mortal Coil sous le pseudonyme "The Ghost Who Walks" en 2004 (BiPolar/Vital). Sa chanson Harm's Way figure sur l'album Songs Inspired By The Passion Of The Christ de Mel Gibson sorti en 2004 chez Universal. Bob Dylan, Leonard Cohen et Nick Cave ont également participé à cette compilation. En écrivant dans le Daily Telegraph, Neil McCormick a déclaré : "Je devrais probablement partir tant que je suis en avance".
En tant que journaliste, il a travaillé pour le magazine musical irlandais Hot Press à partir de 1978. Il est retourné au journalisme au début des années 1990 après une carrière musicale infructueuse, devenant rédacteur pour la version britannique du magazine américain GQ, de 1991 à 1996. Depuis 1996, il est critique de rock en chef pour le Daily Telegraph et il est l'invité régulier dans des émissions de télévision et de radio de la BBC en tant qu'expert de l'industrie musicale.
Ses mémoires sur sa carrière infructueuse en tant que chanteur I Was Bono’s Doppelgänger (intitulé Killing Bono aux États-Unis) ont été publiés en 2004 chez Penguin Books au Royaume-Uni et chez Simon & Schuster aux États-Unis. Il a été traduit en plusieurs langues. En 2011, Nick Hamm a réalisé un film tiré de ce livre, Killing Bono, avec Ben Barnes dans le rôle de Neil McCormick et Martin McCann dans celui de Bono.
Enfin, Neil McCormick est le véritable auteur de U2 by U2, l'autobiographie officielle de U2 publiée en 2006 chez HarperCollins. Les photos et les documents qui y sont présentés sont extraits des archives personnelles de U2 et de Principle Management Limited, une entreprise de gérance d'artistes basée à Dublin, fondée et dirigée par Paul McGuinness, le manager historique de U2. La direction artistique a été assurée par Steve Averill, le responsable graphique de U2 depuis leur premier poster en 1977, et par Gary Kelly, son associé à Four5One Creative (aujourd'hui AMP Visual).